# Барашкин, Дмитрий Иванович
Дмитрий Иванович Бара́шкин (1 сентября 1922, д. Шевели, Лиозненский район — 20 февраля 2004) — сталевар Минского автомобильного завода Министерства автомобильной промышленности СССР. Герой Социалистического Труда (1966).

## Биография
Участник партизанского движения в Белоруссии в годы Великой Отечественной войны. С 1944 года — рабочий на строительстве, с 1945 года — подручный сталевара, в 1947—1972 годах — сталевар Минского автомобильного завода.
Указом Президиума Верховного Совета СССР от 22 августа 1966 года за успешное выполнение планов и достижение высоких производственных показателей был удостоен звания Героя Социалистического Труда с вручением ордена Ленина и золотой медали «Серп и Молот».
Депутат Верховного Совета БССР в 1955—1967 годах. Почётный гражданин Минска (1968).
Жил в городе Минск. Умер в 2004 году.